# Petelinji zajtrk (film)
Petelinji zajtrk je slovenski romantično komični film iz leta 2007. Napisal in režiral ga je Marko Naberšnik, ki je adaptiral istoimenski roman Ferija Lainščka. Zanj je to celovečerni prvenec.
Je tretji najbolj gledan slovenski film po letu 1991. S 183.093 ogledi v času predvajanja je bil najbolj gledan, konec januarja 2011 pa ga je presegel film Gremo mi po svoje. Bil je slovenski predlog za kandidaturo za tujejezičnega oskarja.
Izseki iz filma so bili uporabljeni v Severininem glasbenem spotu za pesem Gardelin avtorja Saše Lošića.

### Zgodba
David Slavinec, poznan tudi kot Djuro, je mlad avtomehanik iz Maribora, ki je odpuščen kot presežni delavec. Njegov šef mu ob odhodu priskrbi novo delo pri njegovem znancu v Gornji Radgoni Pištiju Gajašu.
Djuro izkoristi ponudbo in odide h Gajašu, za katerega se izkaže, da je kljub nekoliko tršemu značaju dobrosrčen in tudi nekoliko naiven, pogosto pa rad govori o življenju v bivši Jugoslaviji, kjer je bil po njegovem mnenju navaden človek in delavec bolje cenjen. Gajaša pogosto obiščejo prijatelji, s katerimi igra karte in razpravlja o dogodkih, ki se dogajajo okoli njih.
Nekega dne Gajaša obišče Cveto, poznan tudi kot Lepec, ki je lastnik bližnjega nočnega lokala. Od Gajaša želi popravilo ženinega avtomobila. Gajaš privoli v popravilo, čeprav mu Lepec v preteklosti večkrat ni želel plačati računa za opravljeno delo, temveč mu je raje vračal v drobnih uslugah.
Djuro spozna tudi Lepčevo ženo Bronjo, ki ga nekega dne prosi, naj jo pelje v Avstrijo po zdravila za prijateljico. Djuro in Bronja se začneta srečevati in Bronja ob priliki pove, da v zakonu ni srečna in da so bila zdravila iz Avstrije v resnici namenjena zdravljenju njene depresije. Djuro in Bronja kmalu začneta razmerje, kar Gajaš po naključju odkrije, vendar tega ne razkrije Lepcu, ki pa po odkritju Djurovega vžigalnika v svoji spalnici začne sumiti na ženino nezvestobo.
Gajaš medtem sanjari o popularni hrvaški pevki Severini, ki nastopa v mestu. Ko mu Lepec ponovno pripelje poškodovan avtomobil, Gajaš zahteva, da mu tokrat plača. Lepec res prinese del denarja, namesto preostanka pa mu obljubi, da bo k njemu na večerjo pripeljal Severino. Severina pozno zvečer res pride na večerjo.
Naslednji dan Gajaš navdušeno pove Djuru, da si je s Severino privoščil jutranji seks (petelinji zajtrk), vendar ga Djuro razočara s krutim odkritjem, da ni šlo za pravo Severino. Lepec je v resnici najel prostitutko, ki je bila zelo podobna Severini, da bi si malo privoščil Gajaša. Lepec se kmalu pojavi in po naključju opazi tudi obesek, ki ga je Bronja dala Djuru, s čimer odkrije njuno razmerje. Razočarani Gajaš vzame pištolo in Lepca ustreli ter pristane v zaporu.
Djuro čez čas obišče Gajaša v zaporu, kjer mu ta naroči, naj v njegovi odsotnosti prevzame avtomehanično delavnico in zanjo vzorno skrbi. Tam se mu pridruži tudi Bronja s hčerko.

## Financiranje, produkcija in trženje
Projekt je ocenjen na 1.357.756 evrov. Sofinanciral ga je Filmski sklad RS (Slovenski filmski center) s 646.803 evri, skupaj z uslugami Viba filma pa z 1,1 milijona evri. Producent je bil Franci Zajc iz podjetja Arsmedia, koproducenta pa RTV Slovenija (134.411 evrov) in Jadran film (22.000 evrov). Producent ni imel svojega deleža, je pa v dogovoru z občino Gornja Radgona pridobil 29.138 evrov.
Snemanje se je začelo 9. avgusta 2006 na pokopališču v Gornji Radgoni. Pia Zemljič je povedala, da je imela težave pri snemanju intimnih prizorov, izkušnja materinstva pa ji je bila v pomoč pri vlogi razočarane matere in žene.
Je prvi slovenski film, ki se je trženja lotil načrtovano. V ta namen je bila najeta Agencija Odmev, ki je skrbela samo za PR, za oglaševanje pa so poskrbeli producent, distributer in prikazovalec. Ker je bil RTV koproducent, so bili napovedniki na TV Slo brezplačni, pomembna pa je bila tudi promocija v tamkajšnjih zabavnih, kulturnih in informativnih oddajah. Kolosej je izdelal jumbo plakate. Spletna stran je bila postavljena avgusta 2007, pred sarajevskim filmskim festivalom. Agencija Odmev je s promocijskimi dejavnostmi začela junija 2006 v osrednjih in lokalnih medijih. Severino so izpostavili za eno leto, do sarajevskega festivala 2007, nato je prišla v ospredje filmska ekipa. Odmev bi po ceniku zaslužil okoli 100.000 evrov, vendar se je odrekel honorarju, prek enega od sponzorjev filma je dobil povrnjenih 25 odstotkov materialnih stroškov (6000 evrov).

## Odziv kritikov in gledalcev

### Kritiki
Marcel Štefančič jr. je filmu na začetku predvajanja napovedal uspeh in napisal še, da ta komedija, ki se giblje v ritmu tragedije, vsebuje motiv iz filmom noir, po katerem je mlad moški brez perspektive poslan v zakotne kraje k malemu podjetniku, ki ima zafrustrirano in atraktivno ženo. Pohvalil je temu primerno Lošićevo glasbo (ocena: »za +«). V enem svojih intervjujev je Štefančič Petelinji zajtrk navedel kot zgleden primer izdelka režiserja, ki razume, da mora temeljito raziskati filmsko zgodovino in se navdihovati pri njej, če želi posneti dober film.
Slavko Jerič je napisal, da največ pozornosti prevzame Novak v vlogi Gajaša, da mu je bila všeč fotografija in izbrana glasba, odnos med Djurom in Bronjo pa se mu je zdel rahlo neprepričljiv.
Jernej Kastelec je za Družino pohvalil pristno igro, redko prvino slovenskega filma, zmotili pa so ga površinska ljubezen Djura in Bronje, nepotreben lik sprevrženega zobozdravnika in poenostavljen prikaz uboja mafijca Lepca, ki izzveni, kot bi otrok razbil kozarec z marmelado.

### Obisk v kinu
Videlo ga je 183.269 gledalcev. V manj kot treh tednih predvajanja je presegel 50.000 gledalcev, v drugi polovici novembra 75.000 gledalcev, sredi decembra 100.000 gledalcev, v začetku januarja 2008 125.000, konec januarja 150.000, konec februarja pa 175.000 gledalcev.
Igralka in voditeljica Katarina Čas, ki je trženje filma preučila v svoji diplomski nalogi, je pripomnila, da so med velikim uspehom Petelinjega zajtrka mimo gledalcev neopazno švignili štirje slovenski filmi in da je to splošen poblem slovenske kinematografije, saj se v promocijo ne vlaga, za neuspeh filma pa producent ni kaznovan. Jože Biščak, direktor Agencije Odmev, je dejal, da se v Sloveniji uspeh meri po nagradah na bolj ali manj znanih festivalih in izrazil upanje, da bo začel sodelovati tudi privatni kapital, ki bo ustvarjalce prisilil k izdelavi gledljivih in ustrezno spromoviranih filmov.

## Predelave

### Zajtrk petelinov
Pornografska različica se imenuje Zajtrk petelinov. V njej odpuščeni natakar najde službo v hotelu in se predaja spolnim užitkom. Junija 2011 ga je konec tedna v Prekmurju za okoli 11.000 evrov posnel erotični fotograf Gregor Hvastja, režiral pa Max Modic. Severino na koncu filma odigra starleta Urška Čepin. Predstavljen je bil decembra 2011 na slovenskem sejmu Erotika 69 in traja tri ure. Je prva slovenska porno parodija. Radio Študent je zapisal, da je film na momente bizaren, igralci in fotografija pa so v redu, le seks je generičen in ne zaide v ekstreme.

## Zasedba
| - Pišti Gajaš: Vlado Novak - David Slavinec - Djuro: Primož Bezjak - Bronja Vuksanović: Pia Zemljič - Cveto Vuksanović - Lepec: Dario Varga - Jure Cikuta: Janez Škof - Rajko Malačič - Roki: Davor Janjić | - Ivan Pavlica: Miloš Battelino - Viktor Brodnik - Zobar: Matija Rozman - Radmilovič, Djurov bivši šef: Bojan Emeršič - Poštar: Primož Pirnat - Napovedovalec: Gojmir Lešnjak - Milena Cikuta: Mirjam Korbar Žlajpah | - Ana: Alenka Cilenšek - Sara: Ana Režek - Lažna Severina: Maja Ajdič - Plesalka v nočnem lokalu: Anita - Pavličina žena: Bojana Zemljič - Pavličina hči: Petra Petan | - Paznik v zaporu: Matevž Luzar - Kepa: psička Kepa - Avtoprevoznik: Feri Lainšček - Radijska napovedovalka (glas): Edita Žugelj - Spremljevalni ansambel Severine »Novi redatelji«: Klemen Dvornik, Simon Dvornik, Miha Mlaker in Nejc Pohar |

## Ekipa
- direktor fotografije: Valentin Perko
- montažer: Janez Bricelj
- glasba: Saša Lošić
- oblikovalec zvoka: Boštjan Kačičnik
- scenograf: Miha Ferkov
- kostumografinja: Nataša Rogelj
- oblikovalka maske: Mirjam Kavčič

## Nagrade
- sedem zlatih oz. tri velike zlate role za nadpovprečno gledanost (podeljujeta Kolosej in Društvo slovenskih filmskih ustvarjalcev)[17]
- 2008: nagrada viktor 2007 za posebne dosežke: Marko Naberšnik[18]
- 2009: nagrada zlata ptica za dosežke na področju filma v letu 2008: Marko Naberšnik (podeljuje Liberalna akademija)[19]

### Festival slovenskega filma 2007
- vesna za scenarij
- vesna za režijo
- vesna za moško vlogo: Vlado Novak
- nagrada občinstva
- Stopova nagrada za najboljšo igralko leta: Pia Zemljič[2]

## Izdaje na nosilcih
- Petelinji zajtrk. video DVD. Ljubljana : Ljubljanski kinematografi, 2008